# Западно-Сибирский железорудный бассейн
Западно-Сибирский железорудный бассейн возможно является крупнейшим железорудным месторождением в мире. Площадь бассейна составляет около 260 тыс. кв. км. Располагается преимущественно в Томской области. Общие прогнозные ресурсы руд с содержанием железа — более 30 %, оцениваются в 393 млрд тонн, что и позволяет считать бассейн крупнейшей железорудной провинцией мира. Однако вследствие высокой обводнённости разработка месторождений затруднительна.
В пределах бассейна выделяется пять рудных узлов — Бакчарский, Колпашевский, Парабельский, Чузикский и Парбигский. В геологическом отношении Западно-Сибирский железорудный бассейн изучен очень слабо. Исключение составляет лишь Бакчарское месторождение. Месторождение расположено в 200 км к западу от города Томска в междуречье рек Андарма и Икса. Площадь месторождения составляет 1200 км². Месторождение разделено на два участка — Западный и Восточный. Среднее содержание железа в рудах Бакчарского месторождения — 43,09 % на Западном участке и 40,15 % на Восточном участке. Отличительной особенностью бакчарских руд является более высокое содержание фосфора и ванадия.